# Valerianella obtusiloba
Valerianella obtusiloba är en kaprifolväxtart som beskrevs av Pierre Edmond Boissier. Valerianella obtusiloba ingår i släktet klynnen, och familjen kaprifolväxter. Inga underarter finns listade i Catalogue of Life.